# Melita Rojic
Melita Rojic, slovenska slikarka, * 6. maj 1879, Gorica, † 11. avgust 1924, Gorica.
Melita Rojic je govorila več jezikov ter igrala na klavir in gosli. Ob tem se je ukvarjala tudi z akvarelnim slikarstvom, ki jo je poučevala Avgusta Šantel starejša. Slikala je predvsem krajine in tudi portrete. Razstavljala je v Ljubljani, Zagrebu, na Dunaju in v Münchnu.